# 4元電流密度
4元電流密度（よんげんでんりゅうみつど、英語: four-current）とは、電荷密度と電流密度を相対論的な時空における4元ベクトルとして記述したものである。
4元電流密度はローレンツ変換の下でベクトルとして変換する4元ベクトルであり、時間成分は電荷密度 ρ、空間成分が電流密度 j であり
{\displaystyle j^{\mu }=(\rho c,{\boldsymbol {j}})}
と書かれる。光速度 c により電荷密度の次元が電流密度の次元に換算される。

## 基礎方程式
電荷の保存則を表す連続の方程式は、4元ベクトルの発散
{\displaystyle \partial _{\mu }j^{\mu }=0}
の形で書かれる。
4元電流密度は電磁場の源（ソース）でありマクスウェルの方程式
{\displaystyle \partial _{\nu }F^{\nu \mu }=\partial _{\nu }\partial ^{\nu }A^{\mu }-\partial ^{\mu }\partial _{\nu }A^{\nu }=-\mu _{0}j^{\mu }}
を満たす。ここで F は電磁場テンソル、A は電磁ポテンシャルである。また μ0 は磁気定数である。
また、4元電流密度は、電磁場からローレンツ力
{\displaystyle f_{\mu }=j^{\nu }F_{\nu \mu }}
を受ける。

## ラグランジュ形式
物質 X と電磁場 A が相互作用する系の作用積分は
{\displaystyle S_{X}[X]+S_{A}[A]+S_{\text{int}}[X,A]}
と書かれる。相互作用項 Sint は一般に
{\displaystyle S_{\text{int}}[X,A]={\frac {1}{c}}\int j^{\mu }A_{\mu }(x){\sqrt {-g}}\,d^{4}x}
の形で書かれるため、4元電流密度は汎関数微分により
{\displaystyle j^{\mu }(x)={\frac {c}{\sqrt {-g}}}{\frac {\delta S_{\text{int}}[X,A]}{\delta A_{\mu }(x)}}}
と表される。
微視的に見ると4元電流密度は荷電粒子の集合であり、4元電流密度は粒子を記述する力学変数 X の関数として書かれる。粒子の系がどのように記述されるかによって、相互作用項の具体形は変化し、それに伴って4元電流密度の具体形も変化する。

### 古典粒子
古典的な粒子系を考えるとき、粒子はその位置によって記述される。4元電流密度は相対論的に取り扱われる量であり、粒子も相対論的な系を考える。
位置 Xi にある粒子が電荷 qi を帯びているとき、作用汎関数は
{\displaystyle {\begin{aligned}S_{\text{int}}[X,A]&=\sum _{i}q_{i}\int {\frac {dX_{i}^{\mu }}{d\lambda }}A_{\mu }(X_{i})\,d\lambda \\&=\int \sum _{i}q_{i}\int d\lambda \left({\frac {dX_{i}^{\mu }}{d\lambda }}\,\delta ^{4}(X_{i}(\lambda )-x)\right)A_{\mu }(x)\,d^{4}x\\\end{aligned}}}
で書かれる。したがって、この系の4元電流密度は
{\displaystyle j^{\mu }(x)=\sum _{i}{\frac {q_{i}c}{\sqrt {-g}}}\int {\dot {X}}_{i}^{\mu }(\lambda )\,\delta ^{4}(X_{i}(\lambda )-x)\,d\lambda }
である。

### フェルミ粒子
量子論的なフェルミ粒子の系は、ディラック場 ψ で記述される。質量が m の自由なフェルミ粒子の運動項は
{\displaystyle S_{\psi }[\psi ]=\int \left[i{\bar {\psi }}\gamma ^{\mu }\partial _{\mu }\psi (x)-m{\bar {\psi }}\psi (x)\right]\,d^{4}x}
で与えられる。ここで γ はガンマ行列である。
フェルミ粒子と電磁場との相互作用は、ゲージ理論に基づいて、微分を共変微分へ置き換える最小結合の理論で記述される。
従って、フェルミ粒子の運動項と相互作用項は
{\displaystyle S_{\psi }[\psi ]+S_{\text{int}}[\psi ,A]=\int \left[i{\bar {\psi }}\gamma ^{\mu }(\partial _{\mu }-ieA_{\mu }Q)\psi (x)-m{\bar {\psi }}\psi (x)\right]\,d^{4}x}
の形となる。ここで e は電磁相互作用の結合定数である電気素量である。また、Q はディラック場 ψ の U(1)em の下での変換性を表すチャージである。
従って相互作用項は
{\displaystyle S_{\text{int}}[\psi ,A]=e\int {\bar {\psi }}Q\gamma ^{\mu }\psi (x)A_{\mu }(x)\,d^{4}x}
であり、4元電流密度は
{\displaystyle j^{\mu }(x)=e{\bar {\psi }}Q\gamma ^{\mu }\psi (x)}
となる。